# 能勢靖一
能勢 靖一（のせ せいいち、1861年8月6日（文久元年7月1日） - 没年不明）は、明治から大正時代の台湾総督府官僚。南投庁長。台東庁長。霧島神宮宮司。

## 経歴
能勢輯造の長男としてのちの鹿児島県に生まれ、1881年（明治14年）6月、家督を相続する。台湾総督府に奉職し、台北庁警視、南投庁長などを経て、台東庁長に就任した。大正11年（1922年）5月12日、霧島神宮宮司となった。昭和7年（1932年）、同社を退職。